# DDR-Straßen-Radmeisterschaften 1960
Mit den DDR-Straßen-Radmeisterschaften 1960 wurden die Titelträger im Einzelstraßenrennen der Männer und Frauen und im 100-km-Mannschaftszeitfahren der Männern ermittelt. Bei den Männern siegten Gustav-Adolf Schur und der SC Wismut Karl-Marx-Stadt, Frauenmeisterin wurde Karin Hänsel.

## Einzelmeisterschaften

### Männer
Die Meisterschaft wurde am 31. Juli auf dem Schleizer Dreieck, in der Regel eine Motorsport-Rennstrecke, ausgetragen. Die Organisation der Meisterschaft hatte der Bezirksfachausschuss Radsport Gera übernommen. Wenige Wochen vor Beginn der Straßenradsport-Weltmeisterschaften in der DDR war das Meisterschaftsrennen um den DDR-Titel das letzte Nominierungsrennen für den Weltmeisterschaftskader. Der mit zahlreichen Anstiegen gespickte Rundkurs hatte eine Länge von 7,631 Kilometern und musste 22 Mal durchfahren werden. Die 168 Kilometer wurden bei sengender Hitze absolviert, sodass schon nach der elften Runde die Hälfte des über 70 Fahrer starken Feldes aufgegeben hatte. Danach bildete sich eine 14-köpfige Spitzengruppe, in der Klaus Ampler von der SC DHfK Leipzig und Claus Hilbert (SC Wismut Karl-Marx-Stadt) für Tempo sorgten. In Runde 14 unternahm Ampler allein einen Ausreißversuch, der ihm einen Vorsprung von 40 Sekunden einbrachte. Bereits eine Runde später folgten, angeführt von Gustav-Adolf Schur vier weitere Fahrer. Drei Runden vor Schluss fielen drei Fahrer zurück, und Schur sowie sein Mannschaftskamerad Bernhard Eckstein strebten allein dem Ziel entgegen. Auf der Zielgeraden ließ Schur Eckstein keine Chance und gewann überlegen seinen fünften Einzeltitel, den vierten in Folge. Die Verfolger kamen erst 2:14 Minuten später ins Ziel, angeführt von Klaus Ampler, einem der Aktivsten während des gesamten Rennens. 
|      | Fahrer             | Mannschaft                | Zeit (h)          |
| ---- | ------------------ | ------------------------- | ----------------- |
| 01.  | Gustav-Adolf Schur | SC DHfK Leipzig           | 4:43:50           |
| 02.  | Bernhard Eckstein  | SC DHfK Leipzig           | gleiche Zeit      |
| 03.  | Klaus Ampler       | SC DHfK Leipzig           | 4:46:04           |
| 04.  | Wolfgang Braune    | SC DHfK Leipzig           | 4:46:07           |
| 05.  | Horst Oldenburg    | SC Einheit Berlin         | alle gleiche Zeit |
| 06.  | Lothar Höhne       | SC Rotation Leipzig       | alle gleiche Zeit |
| 07.  | Egon Adler         | SC Rotation Leipzig       | alle gleiche Zeit |
| 08.  | Erich Hagen        | SC DHfK Leipzig           | alle gleiche Zeit |
| 09.  | Günter Schumann    | SC Wismut Karl-Marx-Stadt | alle gleiche Zeit |
| 10.  | Johannes Schober   | SC Wismut Karl-Marx-Stadt | alle gleiche Zeit |
| 0... |                    |                           | alle gleiche Zeit |

### Frauen
Am selben Tag wie die Männer trugen die Frauen ihre Straßenmeisterschaft auf dem Schleizer Dreieck aus, bei der sie jedoch nur 54 Kilometer zurückzulegen hatten. Wie bei den Männern konnte die Freibergerin Karin Hänsel ihren Titel verteidigen. Nach einer Alleinfahrt siegte sie mit 18 Sekunden Vorsprung vor den beiden Fahrerinnen des SC Motor Karl-Marx-Stadt Renate Krämer und Elfriede Vey. 
|      | Fahrerin            | Mannschaft               | Zeit (h)     |
| ---- | ------------------- | ------------------------ | ------------ |
| 01.  | Karin Hänsel        | BSG Einheit Freiberg     | 1:43:20      |
| 02.  | Renate Krämer       | SC Motor Karl-Marx-Stadt | 1:43:38      |
| 03.  | Elfriede Vey        | SC Motor Karl-Marx-Stadt | gleiche Zeit |
| 04.  | Jentsch             | SC DHfK Leipzig          | 1:56:33      |
| 05.  | Elisabeth Kleinhans | BSG Lok Magdeburg        | 1:56:42      |
| 0... |                     |                          |              |

## 100-km-Mannschaftszeitfahren
Der neue Titelträger im Mannschaftszeitfahren wurde am 18. September auf einer Strecke zwischen Cottbus und Hoyerswerda ermittelt. Es traten diesmal weniger Mannschaften als in den Vorjahren an, da mehrere Spitzenfahrer zu Auslandsstarts unterwegs waren oder sich im Urlaub befanden. Schon nach der Hälfte der Distanz wurde deutlich, dass diesmal der SC Wismut Karl-Marx-Stadt nicht zu schlagen war. Die vier Wismutfahrer Manfred Weißleder, Johannes Schober, Peter Härtel und Dieter Wiedemann hatten am Wendepunkt bereits einen Vorsprung von fast zwei Minuten vor dem Titelverteidiger SC Rotation Leipzig, den das Quartett kontinuierlich ausbaute. Im Ziel hatten die Karl-Marx-Städter den Vorjahrmeister mit einem Vorsprung von 2:42 Minuten entthront. Dass die zweite Mannschaft des SC Wismut auf Platz drei einkam, machte deutlich, über welch großes Reservoir an Spitzenfahrern der Klub verfügte. 
|      | Mannschaft                   | Zeit (h)  |
| ---- | ---------------------------- | --------- |
| 01.  | SC Wismut Karl-Marx-Stadt I  | 2:16:56,6 |
| 02.  | SC Rotation Leipzig          | 2:19:39,0 |
| 03.  | SC Wismut Karl-Marx-Stadt II | 2:20:41,0 |
| 04.  | SC DHfK Leipzig              | 2:22:27,7 |
| 05.  | ASK Vorwärts Leipzig         | 2:22:52,0 |
| 06.  | SC Motor Karl-Marx-Stadt     | 2:25:57,4 |
| 0... |                              |           |